# صموئيل هاردينغ
صموئيل هاردينغ (بالإنجليزية: Samuel Harding)‏ هو مدير فني أمريكي، ولد في 19 يناير 1873 في Highland, Maryland ‏ في الولايات المتحدة، وتوفي في 19 مايو 1919.